# Coppa del Mondo di slittino 2019
La Coppa del Mondo di slittino 2018/19, quarantaduesima edizione della manifestazione organizzata dalla Federazione Internazionale Slittino, ebbe inizio il 24 novembre 2018 a Innsbruck, in Austria, e si concluse il 24 febbraio 2019 a Soči, in Russia. Furono disputate quarantadue gare: nove nel singolo donne, nel singolo uomini e nel doppio, tre per tipo nelle prove sprint e sei nelle gare a squadre in nove differenti località. Nel corso della stagione si tennero anche i campionati mondiali di Winterberg, in Germania, competizione non valida ai fini della Coppa del Mondo mentre le tappe di Lake Placid, Altenberg e Oberhof furono valide rispettivamente anche come campionati pacifico-americani, campionati asiatici e campionati europei.
Le coppe di cristallo, trofeo conferito ai vincitori del circuito, furono assegnate al russo Semën Pavličenko per quanto concerne la classifica del singolo uomini, la tedesca Natalie Geisenberger conquistò il trofeo del singolo donne, la coppia teutonica formata da Toni Eggert e Sascha Benecken si aggiudicò la vittoria del doppio e la nazionale di slittino della Germania primeggiò nella classifica della gara a squadre. Gli stessi Geisenberger e la coppia Eggert/Benecken conquistarono anche le Coppe della specialità sprint rispettivamente nella prova del singolo donne e del doppio, mentre nel singolo sprint uomini la vittoria andò all'altro russo Roman Repilov.

## Calendario
| Località             | Pista                          | Data                         | Singolo  | Singolo  | Doppio   | Gare sprint | Gare sprint | Gare sprint | Gara a squadre |
| Località             | Pista                          | Data                         | Donne    | Uomini   | Doppio   | Singolo d.  | Singolo u.  | Doppio      | Gara a squadre |
| -------------------- | ------------------------------ | ---------------------------- | -------- | -------- | -------- | ----------- | ----------- | ----------- | -------------- |
| Innsbruck            | Pista di Igls                  | 24–25 novembre 2018          | ●        | ●        | ●        | ●           | ●           | ●           |                |
| Whistler             | Whistler Sliding Centre        | 30 novembre-1º dicembre 2018 | ●        | ●        | ●        |             |             |             | ●              |
| Calgary              | Pista del Canada Olympic Park  | 7–8 dicembre 2018            | ●        | ●        | ●        |             |             |             | ●              |
| Lake Placid (*)      | Pista del Monte Van Hoevenberg | 15–16 dicembre 2018          | ●        | ●        | ●        | ●           | ●           | ●           |                |
| Schönau am Königssee | Eisarena Königssee             | 5–6 gennaio 2019             | ●        | ●        | ●        |             |             |             | ●              |
| Sigulda              | Pista di Sigulda               | 12–13 gennaio 2019           | ●        | ●        | ●        |             |             |             | ●              |
| Winterberg           | Eisarena Winterberg            | 25–27 gennaio 2019           | Mondiali | Mondiali | Mondiali | Mondiali    | Mondiali    | Mondiali    | Mondiali       |
| Altenberg (*)        | Eiskanal Altenberg             | 2–3 febbraio 2019            | ●        | ●        | ●        |             |             |             | ●              |
| Oberhof (*)          | Pista di Oberhof               | 9–10 febbraio 2019           | ●        | ●        | ●        |             |             |             | ●              |
| Soči                 | Sliding Center Sanki           | 23–24 febbraio 2019          | ●        | ●        | ●        | ●           | ●           | ●           | ●              |
| Totale               | Totale                         | Totale                       | 9        | 9        | 9        | 3           | 3           | 3           | 6              |

(*) Le tappe di Lake Placid, Altenberg e Oberhof assegneranno rispettivamente anche il titolo pacifico-americano, quello asiatico e quello europeo 2019.

## Risultati

### Singolo donne
| Data             | Località             | Nazione     | Tipo   | Prima classificata            | Seconda classificata          | Terza classificata            |
| ---------------- | -------------------- | ----------- | ------ | ----------------------------- | ----------------------------- | ----------------------------- |
| 24 novembre 2018 | Innsbruck            | Austria     |        | Natalie Geisenberger Germania | Julia Taubitz Germania        | Tatjana Hüfner Germania       |
| 25 novembre 2018 | Innsbruck            | Austria     | Sprint | Natalie Geisenberger Germania | Julia Taubitz Germania        | Dajana Eitberger Germania     |
| 1º dicembre 2018 | Whistler             | Canada      |        | Natalie Geisenberger Germania | Julia Taubitz Germania        | Emily Sweeney Stati Uniti     |
| 8 dicembre 2018  | Calgary              | Canada      |        | Julia Taubitz Germania        | Natalie Geisenberger Germania | Kimberley McRae Canada        |
| 16 dicembre 2018 | Lake Placid          | Stati Uniti |        | Dajana Eitberger Germania     | Natalie Geisenberger Germania | Julia Taubitz Germania        |
| 16 dicembre 2018 | Lake Placid          | Stati Uniti | Sprint | Natalie Geisenberger Germania | Summer Britcher Stati Uniti   | Julia Taubitz Germania        |
| 5 gennaio 2019   | Schönau am Königssee | Germania    |        | Julia Taubitz Germania        | Summer Britcher Stati Uniti   | Hannah Prock Austria          |
| 12 gennaio 2019  | Sigulda              | Lettonia    |        | Tat'jana Ivanova Russia       | Natalie Geisenberger Germania | Summer Britcher Stati Uniti   |
| 3 febbraio 2019  | Altenberg            | Germania    |        | Sandra Robatscher Italia      | Natalie Geisenberger Germania | Viktorija Demčenko Russia     |
| 10 febbraio 2019 | Oberhof              | Germania    |        | Natalie Geisenberger Germania | Tatjana Hüfner Germania       | Dajana Eitberger Germania     |
| 23 febbraio 2019 | Soči                 | Russia      |        | Natalie Geisenberger Germania | Viktorija Demčenko Russia     | Dajana Eitberger Germania     |
| 24 febbraio 2019 | Soči                 | Russia      | Sprint | Viktorija Demčenko Russia     | Dajana Eitberger Germania     | Natalie Geisenberger Germania |

### Singolo uomini
| Data             | Località             | Nazione     | Tipo   | Primo classificato       | Secondo classificato        | Terzo classificato         |
| ---------------- | -------------------- | ----------- | ------ | ------------------------ | --------------------------- | -------------------------- |
| 25 novembre 2018 | Innsbruck            | Austria     |        | Johannes Ludwig Germania | Dominik Fischnaller Italia  | Wolfgang Kindl Austria     |
| 25 novembre 2018 | Innsbruck            | Austria     | Sprint | Wolfgang Kindl Austria   | Aleksandr Gorbacevič Russia | Felix Loch Germania        |
| 30 novembre 2018 | Whistler             | Canada      |        | Wolfgang Kindl Austria   | Felix Loch Germania         | Reinhard Egger Austria     |
| 7 dicembre 2018  | Calgary              | Canada      |        | Wolfgang Kindl Austria   | Roman Repilov Russia        | David Gleirscher Austria   |
| 15 dicembre 2018 | Lake Placid          | Stati Uniti |        | Roman Repilov Russia     | Johannes Ludwig Germania    | Reinhard Egger Austria     |
| 16 dicembre 2018 | Lake Placid          | Stati Uniti | Sprint | Roman Repilov Russia     | Semën Pavličenko Russia     | Johannes Ludwig Germania   |
| 6 gennaio 2019   | Schönau am Königssee | Germania    |        | Reinhard Egger Austria   | Dominik Fischnaller Italia  | Sebastian Bley Germania    |
| 13 gennaio 2019  | Sigulda              | Lettonia    |        | Semën Pavličenko Russia  | Aleksandr Gorbacevič Russia | David Gleirscher Austria   |
| 2 febbraio 2019  | Altenberg            | Germania    |        | Felix Loch Germania      | Reinhard Egger Austria      | Johannes Ludwig Germania   |
| 9 febbraio 2019  | Oberhof              | Germania    |        | Semën Pavličenko Russia  | Roman Repilov Russia        | Kristers Aparjods Lettonia |
| 24 febbraio 2019 | Soči                 | Russia      |        | Semën Pavličenko Russia  | Roman Repilov Russia        | Dominik Fischnaller Italia |
| 24 febbraio 2019 | Soči                 | Russia      | Sprint | Semën Pavličenko Russia  | Roman Repilov Russia        | Maksim Aravin Russia       |

### Doppio
| Data             | Località             | Nazione     | Tipo   | Primi/e classificati/e                      | Secondi/e classificati/e                    | Terzi/e classificati/e                     |
| ---------------- | -------------------- | ----------- | ------ | ------------------------------------------- | ------------------------------------------- | ------------------------------------------ |
| 24 novembre 2018 | Innsbruck            | Austria     |        | Thomas Steu Lorenz Koller Austria           | Toni Eggert Sascha Benecken Germania        | Vladislav Južakov Jurij Prochorov Russia   |
| 25 novembre 2018 | Innsbruck            | Austria     | Sprint | Thomas Steu Lorenz Koller Austria           | Vladislav Južakov Jurij Prochorov Russia    | Tobias Wendl Tobias Arlt Germania          |
| 30 novembre 2018 | Whistler             | Canada      |        | Toni Eggert Sascha Benecken Germania        | Robin Geueke David Gamm Germania            | Tobias Wendl Tobias Arlt Germania          |
| 7 dicembre 2018  | Calgary              | Canada      |        | Tobias Wendl Tobias Arlt Germania           | Toni Eggert Sascha Benecken Germania        | Thomas Steu Lorenz Koller Austria          |
| 15 dicembre 2018 | Lake Placid          | Stati Uniti |        | Toni Eggert Sascha Benecken Germania        | Tobias Wendl Tobias Arlt Germania           | Thomas Steu Lorenz Koller Austria          |
| 16 dicembre 2018 | Lake Placid          | Stati Uniti | Sprint | Toni Eggert Sascha Benecken Germania        | Chris Mazdzer Jayson Terdiman Stati Uniti   | Tristan Walker Justin Snith Canada         |
| 5 gennaio 2019   | Schönau am Königssee | Germania    |        | Toni Eggert Sascha Benecken Germania        | Tobias Wendl Tobias Arlt Germania           | Thomas Steu Lorenz Koller Austria          |
| 12 gennaio 2019  | Sigulda              | Lettonia    |        | Toni Eggert Sascha Benecken Germania        | Oskars Gudramovičs Pēteris Kalniņš Lettonia | Andris Šics Juris Šics Lettonia            |
| 2 febbraio 2019  | Altenberg            | Germania    |        | Thomas Steu Lorenz Koller Austria           | Toni Eggert Sascha Benecken Germania        | Andris Šics Juris Šics Lettonia            |
| 9 febbraio 2019  | Oberhof              | Germania    |        | Tobias Wendl Tobias Arlt Germania           | Toni Eggert Sascha Benecken Germania        | Andris Šics Juris Šics Lettonia            |
| 23 febbraio 2019 | Soči                 | Russia      |        | Aleksandr Denis'ev Vladislav Antonov Russia | Toni Eggert Sascha Benecken Germania        | Vsevolod Kaškin Konstantin Koršunov Russia |
| 24 febbraio 2019 | Soči                 | Russia      | Sprint | Aleksandr Denis'ev Vladislav Antonov Russia | Andris Šics Juris Šics Lettonia             | Toni Eggert Sascha Benecken Germania       |

### Gara a squadre
| Data             | Località             | Nazione  | Prima classificata                                                                           | Seconda classificata                                                                         | Terza classificata                                                                           |
| ---------------- | -------------------- | -------- | -------------------------------------------------------------------------------------------- | -------------------------------------------------------------------------------------------- | -------------------------------------------------------------------------------------------- |
| 1º dicembre 2018 | Whistler             | Canada   | Russia Tat'jana Ivanova Semën Pavličenko Vsevolod Kaškin / Konstantin Koršunov               | Germania Natalie Geisenberger Felix Loch Toni Eggert / Sascha Benecken                       | Canada Kyla Marie Graham Reid Watts Tristan Walker / Justin Snith                            |
| 8 dicembre 2018  | Calgary              | Canada   | Germania Julia Taubitz Felix Loch Tobias Wendl / Tobias Arlt                                 | Stati Uniti Summer Britcher Tucker West Chris Mazdzer / Jayson Terdiman                      | Austria Birgit Platzer Wolfgang Kindl Thomas Steu / Lorenz Koller                            |
| 6 gennaio 2019   | Schönau am Königssee | Germania | Germania Julia Taubitz Sebastian Bley Toni Eggert / Sascha Benecken                          | Austria Hannah Prock Reinhard Egger Thomas Steu / Lorenz Koller                              | Stati Uniti Summer Britcher Tucker West Chris Mazdzer / Jayson Terdiman                      |
| 13 gennaio 2019  | Sigulda              | Lettonia | Lettonia Kendija Aparjode Kristers Aparjods Oskars Gudramovičs / Pēteris Kalniņš             | Russia Tat'jana Ivanova Semën Pavličenko Vladislav Južakov / Jurij Prochorov                 | Germania Natalie Geisenberger Felix Loch Toni Eggert / Sascha Benecken                       |
| 3 febbraio 2019  | Altenberg            | Germania | gara cancellata per avverse condizioni meteo, successivamente recuperata nella tappa di Soči | gara cancellata per avverse condizioni meteo, successivamente recuperata nella tappa di Soči | gara cancellata per avverse condizioni meteo, successivamente recuperata nella tappa di Soči |
| 10 febbraio 2019 | Oberhof              | Germania | Italia Andrea Vötter Dominik Fischnaller Ivan Nagler / Fabian Malleier                       | Germania Natalie Geisenberger Johannes Ludwig Tobias Wendl / Tobias Arlt                     | Lettonia Elīza Cauce Inārs Kivlenieks Andris Šics / Juris Šics                               |
| 24 febbraio 2019 | Soči                 | Russia   | Russia Viktorija Demčenko Semën Pavličenko Aleksandr Denis'ev / Vladislav Antonov            | Germania Natalie Geisenberger Felix Loch Toni Eggert / Sascha Benecken                       | Lettonia Kendija Aparjode Kristers Aparjods Andris Šics / Juris Šics                         |

## Classifiche

### Singolo donne
| Pos. | Nome                 | Nazione     | INN | INN (S) | WHI | CAL | LAK | LAK (S) | KÖN | SIG | ALT | OBE | SOČ | SOČ (S) | Totale |
| ---- | -------------------- | ----------- | --- | ------- | --- | --- | --- | ------- | --- | --- | --- | --- | --- | ------- | ------ |
| 1    | Natalie Geisenberger | Germania    | 1   | 1       | 1   | 2   | 2   | 1       | 8   | 2   | 2   | 1   | 1   | 3       | 1052   |
| 2    | Julia Taubitz        | Germania    | 2   | 2       | 2   | 1   | 3   | 3       | 1   | 9   | 24  | 5   | 5   | 12      | 793    |
| 3    | Summer Britcher      | Stati Uniti | 6   | 4       | 16  | 5   | 5   | 2       | 2   | 3   | 20  | 6   | 9   | 8       | 637    |
| 4    | Dajana Eitberger     | Germania    | 8   | 3       | 8   | 25  | 1   | 6       | 14  | 8   | 25  | 3   | 3   | 2       | 631    |
| 5    | Tat'jana Ivanova     | Russia      | 4   | 6       | 6   | 11  | 11  | 7       | 4   | 1   | 10  | 7   | 8   | 11      | 592    |
| 6    | Tatjana Hüfner       | Germania    | 3   | 15      | 4   | 7   | 12  | 9       | 15  | 6   | 7   | 2   | 7   | 7       | 572    |
| 7    | Andrea Vötter        | Italia      | 5   | 7       | 10  | 4   | 13  | 15      | 10  | 4   | 5   | 4   | 12  | 6       | 546    |
| 8    | Elīza Cauce          | Lettonia    | 15  | 12      | 4   | 8   | 15  | 10      | 5   | 7   | 6   | 12  | 10  | DNF     | 441    |
| 9    | Viktorija Demčenko   | Russia      | 7   | 13      | 27  | DNF | 20  | –       | DNF | –   | 3   | 13  | 2   | 1       | 420    |
| 10   | Kendija Aparjode     | Lettonia    | 9   | 11      | 7   | DNF | 24  | –       | 12  | 5   | 9   | 16  | 4   | 4       | 419    |

### Singolo uomini
| Pos. | Nome                | Nazione  | INN | INN (S) | WHI | CAL | LAK | LAK (S) | KÖN | SIG | ALT | OBE | SOČ | SOČ (S) | Totale |
| ---- | ------------------- | -------- | --- | ------- | --- | --- | --- | ------- | --- | --- | --- | --- | --- | ------- | ------ |
| 1    | Semën Pavličenko    | Russia   | 5   | 9       | 4   | 13  | 6   | 2       | 27  | 1   | 5   | 1   | 1   | 1       | 788    |
| 2    | Roman Repilov       | Russia   | 9   | 11      | –   | 2   | 1   | 1       | 5   | DSQ | 6   | 2   | 2   | 2       | 718    |
| 3    | Felix Loch          | Germania | 6   | 3       | 2   | 4   | 5   | 8       | 10  | 9   | 1   | 7   | 8   | 4       | 685    |
| 4    | Johannes Ludwig     | Germania | 1   | 4       | 5   | 6   | 2   | 3       | 20  | 12  | 3   | 5   | 12  | 10      | 666    |
| 5    | Dominik Fischnaller | Italia   | 2   | 8       | 8   | 11  | 9   | 7       | 2   | 6   | 10  | 9   | 3   | 5       | 623    |
| 6    | Reinhard Egger      | Austria  | 10  | 15      | 3   | 12  | 3   | 5       | 1   | 7   | 2   | 4   | 25  | –       | 596    |
| 7    | Wolfgang Kindl      | Austria  | 3   | 1       | 1   | 1   | DSQ | –       | 11  | 10  | 9   | DNF | 7   | 7       | 579    |
| 8    | David Gleirscher    | Austria  | 4   | 5       | 10  | 3   | 8   | 4       | 18  | 3   | 4   | 6   | DNF | –       | 526    |
| 9    | Chris Eißler        | Germania | 7   | 14      | 7   | 14  | 12  | 13      | 6   | 19  | 8   | 10  | 13  | 8       | 432    |
| 10   | Kevin Fischnaller   | Italia   | 8   | 10      | 14  | 5   | 11  | 11      | 12  | 21  | 11  | 20  | 11  | 12      | 402    |

### Doppio
| Pos. | Nome                                | Nazione     | INN | INN (S) | WHI | CAL | LAK | LAK (S) | KÖN | SIG | ALT | OBE | SOČ | SOČ (S) | Totale |
| ---- | ----------------------------------- | ----------- | --- | ------- | --- | --- | --- | ------- | --- | --- | --- | --- | --- | ------- | ------ |
| 1    | Toni Eggert Sascha Benecken         | Germania    | 2   | 5       | 1   | 2   | 1   | 1       | 1   | 1   | 2   | 2   | 2   | 3       | 1050   |
| 2    | Thomas Steu Lorenz Koller           | Austria     | 1   | 1       | 4   | 3   | 3   | 7       | 3   | 10  | 1   | 4   | 6   | 5       | 817    |
| 3    | Tobias Wendl Tobias Arlt            | Germania    | 7   | 3       | 3   | 1   | 2   | 4       | 2   | 4   | 19  | 1   | 7   | 7       | 790    |
| 4    | Andris Šics Juris Šics              | Lettonia    | 6   | 4       | 6   | 7   | 4   | 5       | 4   | 3   | 3   | 3   | 5   | 2       | 731    |
| 5    | Vladislav Južakov Jurij Prochorov   | Russia      | 3   | 2       | 10  | 8   | 8   | 10      | 14  | 7   | 7   | 12  | 4   | 9       | 562    |
| 6    | Robin Geueke David Gamm             | Germania    | 9   | 11      | 2   | 11  | 9   | 6       | 5   | 14  | 4   | 16  | 12  | 10      | 517    |
| 7    | Kristens Putins Imants Marcinkēvičs | Lettonia    | 4   | 6       | 11  | 6   | 10  | 13      | 8   | 12  | 10  | 7   | 11  | 12      | 482    |
| 8    | Christopher Mazdzer Jayson Terdiman | Stati Uniti | 10  | 9       | 7   | 5   | 6   | 2       | 9   | 11  | 9   | 10  | –   | –       | 459    |
| 9    | Vsevolod Kaškin Konstantin Koršunov | Russia      | 21  | –       | 8   | 4   | 13  | 8       | 11  | 13  | 20  | 11  | 3   | 4       | 443    |
| 10   | Tristan Walker Justin Snith         | Canada      | 12  | 8       | 5   | 9   | 5   | 3       | 13  | –   | 11  | 5   | –   | –       | 412    |

### Gara a squadre
| Pos. | Nome        | WHI | CAL | KÖN | SIG | ALT | OBE | SOČ | Totale |
| ---- | ----------- | --- | --- | --- | --- | --- | --- | --- | ------ |
| 1    | Germania    | 2   | 1   | 1   | 3   | –   | 2   | 2   | 525    |
| 2    | Russia      | 1   | 4   | 5   | 2   | –   | 5   | 1   | 455    |
| 3    | Lettonia    | 5   | 5   | 4   | 1   | –   | 3   | 3   | 410    |
| 4    | Austria     | 7   | 3   | 2   | DSQ | –   | 4   | 5   | 316    |
| 5    | Stati Uniti | 6   | 2   | 3   | 4   | –   | 6   | –   | 315    |
| 6    | Italia      | 4   | 7   | 8   | DSQ | –   | 1   | 4   | 308    |
| 7    | Canada      | 3   | 6   | 6   | –   | –   | 7   | –   | 216    |
| 8    | Ucraina     | 9   | 10  | 11  | 5   | –   | 9   | –   | 203    |
| 9    | Polonia     | 8   | 8   | 9   | DSQ | –   | 8   | –   | 165    |
| 10   | Slovacchia  | –   | –   | 7   | –   | –   | –   | –   | 46     |

### Sprint singolo donne
| Pos. | Nome                 | Nazione     | INN    | LAK    | SOČ    | Totale   |
| ---- | -------------------- | ----------- | ------ | ------ | ------ | -------- |
| 1    | Natalie Geisenberger | Germania    | 29"887 | 37"667 | 31"642 | 1'39"196 |
| 2    | Dajana Eitberger     | Germania    | 29"944 | 37"784 | 31"609 | 1'39"337 |
| 3    | Summer Britcher      | Stati Uniti | 30"104 | 37"745 | 31"906 | 1'39"755 |
| 4    | Julia Taubitz        | Germania    | 29"909 | 37"753 | 32"403 | 1'40"065 |
| 5    | Andrea Vötter        | Italia      | 30"228 | 38"089 | 31"779 | 1'40"096 |

### Sprint singolo uomini
| Pos. | Nome                | Nazione  | INN    | LAK    | SOČ    | Totale   |
| ---- | ------------------- | -------- | ------ | ------ | ------ | -------- |
| 1    | Roman Repilov       | Russia   | 32"739 | 32"554 | 35"584 | 1'40"877 |
| 2    | Semën Pavličenko    | Russia   | 32"732 | 32"588 | 35"566 | 1'40"886 |
| 3    | Felix Loch          | Germania | 32"661 | 32"844 | 35"621 | 1'41"126 |
| 4    | Johannes Ludwig     | Germania | 32"675 | 32"667 | 35"827 | 1'41"169 |
| 5    | Dominik Fischnaller | Italia   | 32"721 | 32"832 | 35"672 | 1'41"225 |

### Sprint doppio
| Pos. | Nome                              | Nazione  | INN    | LAK    | SOČ    | Totale   |
| ---- | --------------------------------- | -------- | ------ | ------ | ------ | -------- |
| 1    | Toni Eggert Sascha Benecken       | Germania | 30"038 | 37"471 | 31"524 | 1'39"033 |
| 2    | Thomas Steu Lorenz Koller         | Austria  | 29"916 | 37"768 | 31"542 | 1'39"226 |
| 3    | Andris Šics Juris Šics            | Lettonia | 30"033 | 37"751 | 31"461 | 1'39"245 |
| 4    | Tobias Wendl Tobias Arlt          | Germania | 30"002 | 37"711 | 31"877 | 1'39"590 |
| 5    | Vladislav Južakov Jurij Prochorov | Russia   | 29"975 | 38"027 | 31"930 | 1'39"932 |